# Otto Schumm
Otto Schumm (* 3. August 1874 in Stade; † 27. Dezember 1958 in Hamburg) war ein deutscher Chemiker und Pathologe.
Nach dem Studium der Pharmazie an der Universität Marburg und TH Hannover arbeitete Schumm ab 1898 als Assistent für physiologische Chemie am Labor für Medizinische Chemie des Krankenhauses in Hamburg-Eppendorf. 1905 wurde er Leiter des Labors. Als 1919 die Universität Hamburg gegründet wurde, bekam Schumm den Professorentitel, die Venia Legendi und einen Lehrauftrag für physiologische und pathologische Chemie. 1920 promovierte er über den Gehalt an Zucker und seine Bestimmung im menschlichen Blut in Hamburg bei Paul Rabe. Er wurde in Hamburg 1931 apl. Prof. für Physiologische Chemie. Er unterzeichnete im November 1933 das Bekenntnis der Professoren an den deutschen Universitäten und Hochschulen zu Adolf Hitler.

## Schriften
- Klinische Spektroskopie. Fischer, Jena 1909.
- Die spektrochemische Analyse natürlicher organischer Farbstoffe. Fischer, Jena 1927.